# Suco entérico
O suco entérico é uma substância produzida pelo intestino delgado e lançado pelas células do duodeno que contém várias enzimas que completam a digestão dos carboidratos, das proteínas e dos lipídios.

## Enzimas
A digestão (decomposição dos alimentos) é essencial para seres heterotróficos, como é o caso do Homem, pois estes seres não possuem a capacidade de produzir determinados componentes essenciais à sua existência e por isso vão buscá-los a outros seres vivos, primeiro decompondo-os e depois rearranjando-os conforme as suas necessidades. A decomposição dos alimentos pode chamar-se digestão. Esta é composta pela digestão mecânica e pela digestão química, sendo responsável pela última as enzimas digestivas.
Enzimas digestivas:
1. Amilase- catalisa o desdobramento de moléculas de amido, originando a maltose, maltotriose e α- dextrina (existente na saliva e no suco pancreático).
2. Protease- quebra as proteínas, transformando-as em aminoácidos.
3. Lipase- faz a digestão dos lipídios, transformando-a em ácidos graxos e glicerol(existente no suco pancreático).
4. Erepsina- conjunto de proteases que digerem peptídeos e aminoácidos.
5. Maltase- digere a maltose em duas glicoses.
6. Lactase- digere a lactose em glicose e galactose.
7. Sacarase- digere a sacarose em glicose e frutose.
8. Enteroquinase- ativa as proteases do suco pancreático e do suco entérico.

Outros:
1. Bilis- (desprovida de enzimas digestivas) produzida no fígado e armazenada na vesícula biliar, ela não digere os lípidos, porém emulsiona-os (transforma-os em partículas menores) facilitando a ação das lipases e consequentemente a sua digestão.

Os produtos finais da digestão são moléculas pequenas em comparação àquelas com as quais se iniciou o processo, para que possam se absorvidas pelas células e utilizadas nas mais diversas funções.